# Центральный крытый рынок (Ереван)

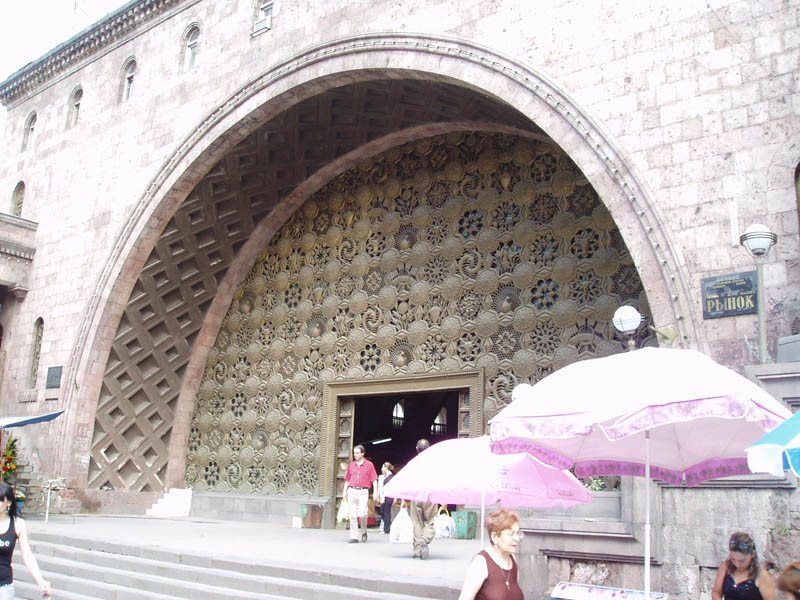
Портал Центрального крытого рынка

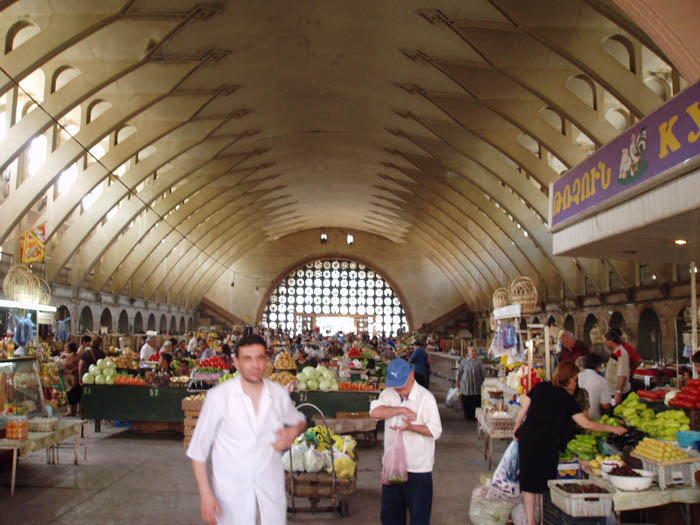
Центральный крытый рынок. Вид изнутри (2007)

Центральный крытый рынок (арм. Փակ շուկա) — торговый комплекс в Ереване, столице Армении. Расположен на проспекте Месропа Маштоца неподалёку от Голубой мечети. Построен в 1952 году. Является одной из наиболее известных работ архитектора Григора Агабабяна. После реконструкции в начале 2010-х годов стал частью торгового комплекса. Туристическая достопримечательность. Входит в список памятников истории и культуры Армении.

## История
Рынок построен в 1952 году на проспекте Сталина (позднее — проспект Ленина, в настоящее время — проспект Месропа Маштоца), на месте, где ранее располагалась торговая площадь. Открытие состоялось 29 апреля 1952 года. Проект подготовил архитектор Григор Агабабян, конструктором выступил А. Аракелян. Наряду с торговыми площадями, складом, подвальным холодильным помещением, в комплекс рынка входили общежитие, библиотека, почтовое отделение и радиоузел.
Ереванцы называют рынок местом встреч и общения. Продавцы знали своих покупателей. Впоследствии он приобрёл репутацию «богемного», «интеллигентского».
В постсоветское время собственником рынка стал депутат парламента Самвел Алексанян. При новом собственнике начались работы по реконструкции рынка. Предлагался вариант использования здания для музея современного искусства. 1 января 2012 году рынок был закрыт. Реконструкция вызвала протесты жителей Еревана. После завершения работ рынок стал частью торгового комплекса «Проспект Молл».

## Архитектура
Здание прямоугольное в плане, имеет единый арочный пролёт перекрывающий всю его площадь. В архитектуре использован традиционный, средневековый стиль, отражающий идею восточного базара. Характерным внешним элементом здания является огромная арка украшенная металлическим витражом с изображениями животных. Беспролётная конструкция без колонн, состоящая из 19 железобетонных арок, являлась для своего времени редким явлением и подчёркивала масштабность здания, соответствующую масштабности главной улицы города, на которой оно находилось. При строительстве была использована опалубка, оставшаяся после завершения одного из этапов строительства Киевского (Большого Разданского) моста, соединившего Ленинградскую и Киевскую улицы.
Интерьер, выполненный в едином стиле со внешним оформлением, одновременно удовлетворяет эстетическим и практическим целям, обеспечивая большое пространство для торговых рядов. Торговый зал имел 70 м в длину и 32 м в ширину. Впоследствии конструкция рынка стала образцом для колхозных рынков Еревана, возводимых на территории других районов.
Архитектор Грач Погосян так отозвался о Центральном крытом рынке:
Крытый рынок остается самым красивым, самым целостным и самым совершенным с архитектурной точки зрения.